# Vz. 58
O vz. 58 (ou Sa vz. 58) é um fuzil de assalto 7,62×39mm projetado e fabricado na Tchecoslováquia e aceito em serviço no final da década de 1950 como 7,62 mm samopal vzor 58, substituindo o fuzil semiautomático vz. 52 e as submetralhadoras Sa 24 e Sa 26 7,62×25mm Tokarev.
Embora externamente o vz. 58 se assemelha ao AK-47 soviético, é um projeto diferente baseado em um pistão a gás de curso curto. Não compartilha peças com fuzis Kalashnikov, incluindo o carregador.

## História
O desenvolvimento da arma começou em 1956; liderando o projeto estava o engenheiro-chefe Jiří Čermák designado para as instalações da Konstrukta Brno na cidade de Brno. A União Soviética começou a insistir que as forças do Pacto de Varsóvia padronizassem uma munição comum. Como resultado, o protótipo, conhecido como "Koště" ("vassoura"), foi projetado para abrigar o cartucho intermediário soviético 7,62×39mm M43, em vez do cartucho intermediário tcheco 7,62×45mm, usado tanto no fuzil vz. 52 e na metralhadora leve vz. 52. O fuzil de assalto entrou em serviço em 1958 e durante um período de 25 anos (até 1984), foram produzidas mais de 920.000, utilizados pelas forças armadas da Tchecoslováquia, de Cuba e de vários países asiáticos e africanos.
O vz. 58 foi produzido em três variantes principais: o vz. 58 P (Pěchotní ou "infantaria") modelo com coronha fixa em material sintético (madeira impregnada de plástico, versões mais antigas usavam coronha de madeira), o vz. 58 V (Výsadkový - "aerotransportado"), apresentando uma coronha de metal dobrável lateralmente, dobrada para o lado direito, e o vz. 58 Pi (Pěchotní s infračerveným zaměřovačem—"infantaria com visão infravermelha"), que é semelhante ao vz. 58 P, mas inclui um suporte de trilho em cauda de andorinha montado na caixa da culatra (instalado no lado esquerdo da caixa da culatra) usado para conectar uma mira noturna NSP2; ele também possui um bipé dobrável removível e um quebra-chamas cônico ampliado. Para as duas primeiras variantes, os dois tipos de coronha são intercambiáveis e montados no mesmo ponto de montagem no próprio fuzil, que é idêntico em ambas as variantes.
Um sucessor do vz. 58 foi proposto na década de 1990; o fuzil de assalto ČZ 2000 5,56×45mm NATO foi sugerido como um possível substituto, mas devido à falta geral de fundos de defesa na República Tcheca, o programa foi adiado. Outro concorrente recente é o fuzil de assalto ČZW-556 e a metralhadora leve ČZW-762, que usam blowback retardado por alavanca, que tem precisão e desempenho mais confiáveis em relação à operação com gás. Em 2011, o exército tcheco começou a substituir o vz. 58 pelo CZ 805 BREN. Enquanto vz. 58 ainda continua sendo o principal fuzil de assalto do exército eslovaco, o exército eslovaco também está de olho no CZ 805 como um possível substituto para os antigos fuzis vz. 58.

## Variantes

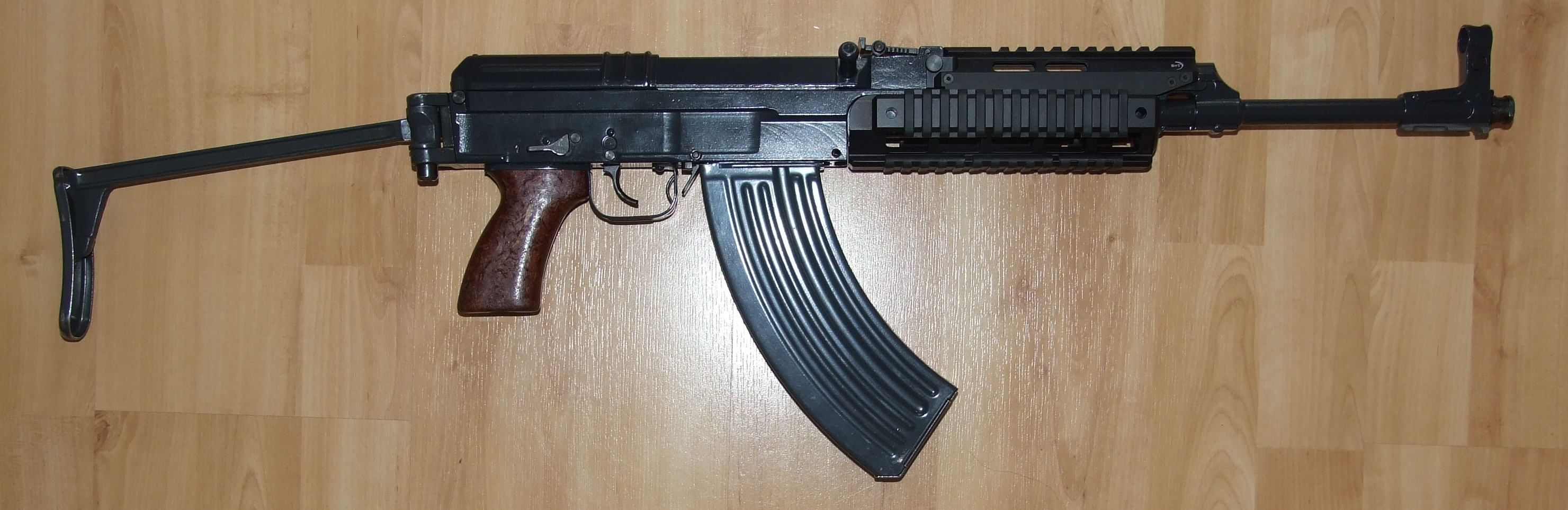
O vz. 58 V apresenta uma coronha de ombro dobrável lateralmente. Este fuzil em particular também está equipado com um guarda-mão com grade.

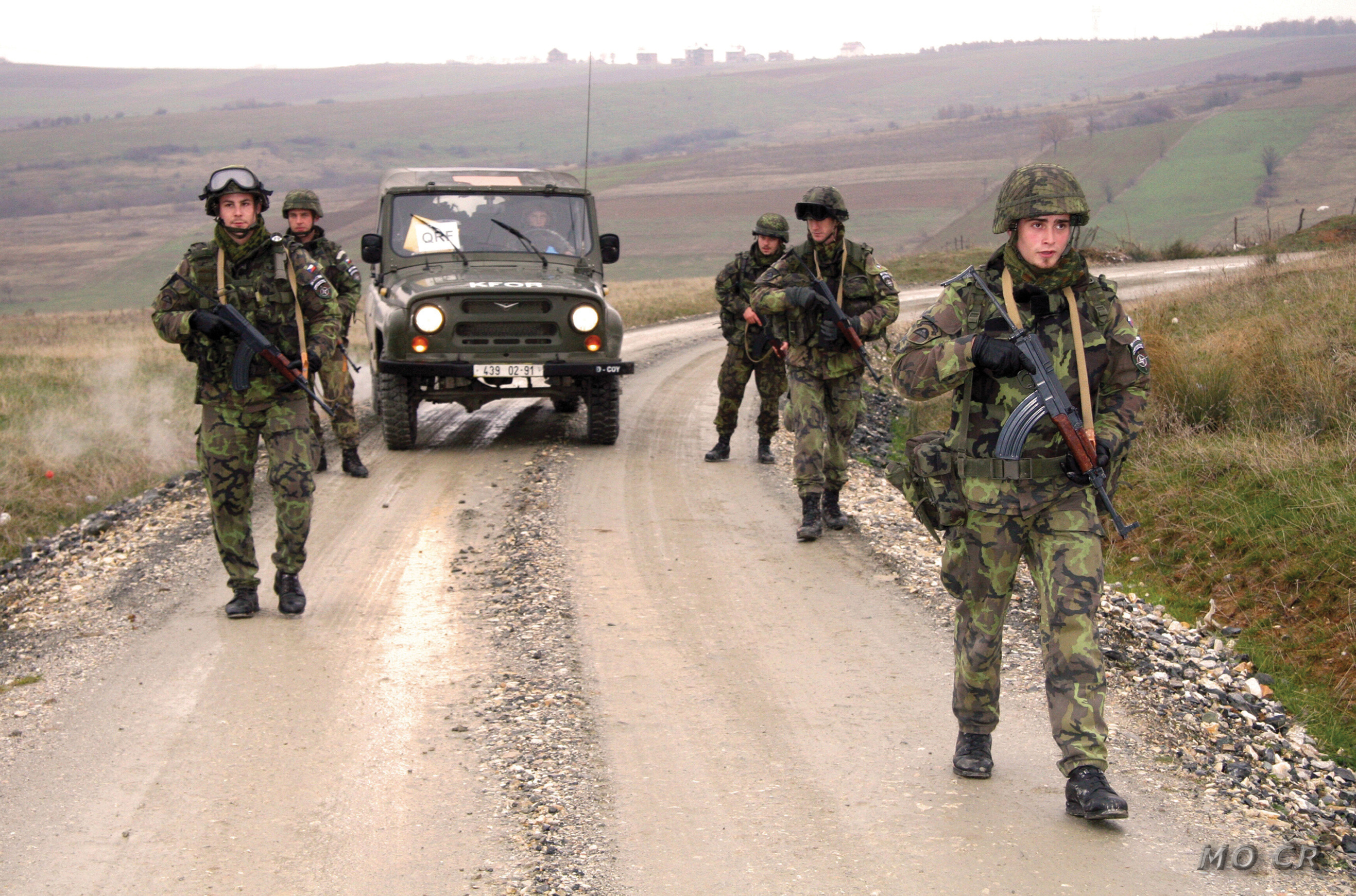
O vz. 58 V com coronha dobrável lateralmente usado pelos soldados do Exército Tcheco na operação da Força do Cóssovo.

- vz. 58 P: coronha fixa (chamada casualmente de "pádlo" (remo) pelos soldados tchecos)
- vz. 58 V: Versão de coronha dobrável em metal para tripulação de veículos e unidades aerotransportadas. (casualmente chamado de "kosa" (foice) pelos soldados tchecos)
- vz. 58 Pi: Possui interface de montagem para visão noturna infravermelha NSP-2, coronha fixa, quebra-chamas cônico e bipé dobrável.
- Automatická puška ("fuzil automático") AP-Z 67: Versão experimental de calibre 7,62×51mm NATO desenvolvida em 1966.
- Útočná puška ("fuzil de assalto") ÚP-Z 70: Versão experimental de 5,56×45mm NATO desenvolvida em 1970.
- Experimentální zbraň ("arma experimental") EZ-B: Protótipo experimental de bullpup desenvolvido em 1976.
- Ruční kulomet ("metralhadora leve") codinome KLEČ ("pinheiro da montanha"): Variante experimental com cano de 590 mm (semelhante à RPK), desenvolvida em 1976.
- Lehká odstřelovačská puška ("fuzil de precisão leve") vz. 58/97: Fuzil de precisão experimental desenvolvido pela VTÚVM Slavičín.
- Samopal ("submetralhadora") vz. 58/98 "Bulldog": variante de 9×19mm Parabellum desenvolvida pela VTÚVM Slavičín.
- CZH 2003 Sport: Variante semiautomática apenas para consumo civil. Disponível com cano padrão (390 mm) ou encurtado (295 mm). Produção limitada foi feita para o mercado civil no Canadá com um comprimento de cano estendido de (490 mm).
- CZ 858 Tactical: Variante semiautomática projetada para o mercado civil montada a partir de peças não utilizadas desde o término da produção das versões militares. Está disponível com comprimento de cano padrão (390 mm) nas versões -4V (coronha dobrável) e 4P (coronha fixa), ou comprimento de cano estendido (482 mm) nas versões -2V e -2P. O cano não é revestido de cromo nas versões -2, ao contrário das versões militar original e -4. Os componentes externos possuem uma nova camada de verniz (idêntica ao revestimento usado nos fuzis militares originais). Também estava sendo oferecido um modelo "canadense" baseado na versão -2, apresentando uma coronha de madeira real gravada com uma folha de ácer. Devido a outras restrições, o CZ958 foi desenvolvido para o mercado canadense, adaptando o projeto à legislação canadense. Estava sendo vendido pela Wolverine Supplies, mas desde então foi proibido.[8]
- Série FSN: Variantes semiautomáticas civis recém-fabricadas. Disponível em padrão (FSN-01, 390 mm), com ou sem coronha dobrável (FSN-01F e FSN-01W, que possui coronha e apoio de bochecha de madeira) ou comprimentos de cano encurtados (279 mm) (também com coronha dobrável), as partes externas são azuladas. Todas as variantes, com exceção do -01W, possuem estoques de baquelite.
- CSA vz. 58 Sporter: Disponível em .222 Remington, .223 Remington (5,56×45mm NATO) ou 7,62×39mm, esses fuzis e carabinas foram fabricados recentemente pela Czech Small Arms, e não pela Česká zbrojovka. Eles vieram nos modelos Compact (cano de 190 mm, coronha dobrável), Carbine (cano de 300 ou 310 mm, coronha dobrável) e Rifle (cano de 390 ou 410 mm, coronha esportiva fixa). Além disso, havia um modelo "Tactical" com câmara para .223 Remington, apresentando um cano de 410 mm, guarda-mão com trilhos e coronha dobrável. Todos apresentavam guarda-mãos sintéticos, embora o modelo de 7,62×39mm esteja disponível com guarda-mão de madeira sintética ou fenólica.
- Rimfire VZ 58: "Ogar 58" desenvolvido e fabricado pela Highland Arms na República Tcheca, juntamente com o kit de conversão "Ogar 22" de cal .22 LR. O kit de conversão destina-se a todos os calibres e variantes do VZ 58.
- Vz 2008: Uma variante da Century Arms produzida usando um kit de peças tchecas com caixa da culatra e cano fabricados nos EUA.
- Rung Paisarn RPS-001: uma adaptação do vz. 58 com componentes do M16A2 fabricado pela primeira vez em 1986 pela Rung Paisarn Heavy Industries da Tailândia.[9]
- AP-67: variante de 7,62×51mm NATO

## Operadores

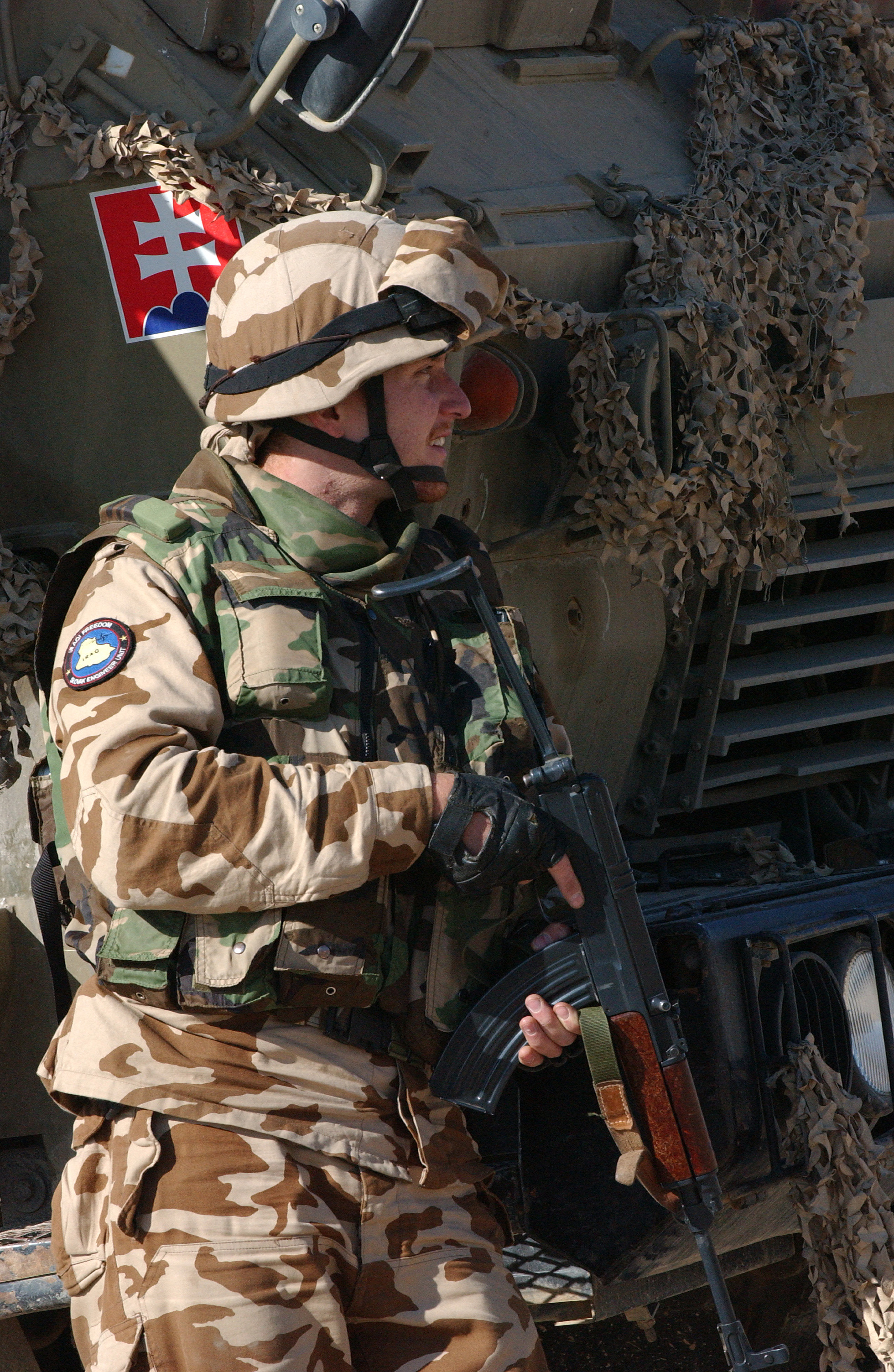
Um engenheiro do Exército Eslovaco, equipado com um vz.58 V, fornece segurança para outros membros da equipe que processam munição antiaérea de 23 mm para descarte perto de Diwaniyah, Iraque, 2006.

### Atuais
- Angola[10]
- Biafra:[11] 732[12]
- Burundi: Rebeldes do Burundi[13]
- Cuba[14]
- Chipre[14][15]
- Eritreia[14]
- Etiópia[14]
- Guatemala[10]
- Guiné[14]
- Índia[10]
- Indonésia[16]
- Iraque[10]
- Curdistão[17]
- Costa do Marfim[18]
- Líbia[14]
- Moçambique[14]
- Eslováquia:[14] Fuzil de serviço padrão.
- Somália[14]
- Síria[14]
- Tanzânia[14]
- Ucrânia: 5.000 Vz. 58 foram doados pela República Tcheca.[6]
- Vietnã[19]

### Ex-operadores
- Afeganistão (2009-20)[14]
- República Tcheca: Fuzil de serviço padrão 1959 - 2011[14][20][21] substituído pelo CZ BREN 2.[22]
- Estados Unidos: Alguns fuzis capturados usados por patrulhas de reconhecimento de longo alcance no Vietnã[23]

### Operadores não estatais
- Forças Democráticas pela Libertação de Ruanda[24]
- Estado Islâmico[25]
- Paramilitares leais à Irlanda do Norte[26]
- Novo Exército Popular[2]
- Peshmerga[27]
- Movimento Democrático do Sudão do Sul[28]